# Юханссон, Якоб
Якоб Вальдемар Олссон Юханссон (швед. Jakob Valdemar Olsson Johansson; 21 июня 1990, Тролльхеттан, Швеция) — шведский футболист, опорный полузащитник французского клуба «Ренн» и сборной Швеции.

## Клубная карьера
Юханссон — воспитанник клуба «Тролльхеттан» из своего родного города. Летом 2007 года Якоб перешёл в «Гётеборг». 27 июня он дебютировал в Аллсвенскан лиге. В своём дебютном сезоне Юханссон стал чемпионом страны. 6 октября 2008 года в матче против «Хаммарбю» он забил свой первый гол за клуб. В составе «Гётеборга» Якоб дважды завоевал Кубок Швеции.
В начале 2015 года Юханссон перешёл в афинский АЕК, подписав контракт на 3,5 года. 11 января в матче против «Калитеи» он дебютировал в Первом дивизионе Греции. 15 марта в поединке против «Фостираса» Якоб забил свой первый гол за АЕК. По итогам сезона Юханссон помог клубу выйти в элиту. 22 августа в матче против «Платаниаса» он дебютировал в греческой Суперлиге. В 2016 году Якоб помог клубу завоевать Кубок Греции.

## Международная карьера
23 января 2013 года Юханссон дебютировал за национальную сборную Швеции в полуфинальном матче Кубка короля Таиланда против сборной КНДР (1:1). 10 ноября 2017 года забил единственный гол в домашнем стыковом матче ЧМ-2018 против Италии, однако в выездной игре получил разрыв крестообразных связок правого колена и выбыл на долгий срок.

## Достижения
Командные
 «Гётеборг»
- Чемпионат Швеции по футболу — 2007
- Обладатель Кубка Швеции — 2008
- Обладатель Кубка Швеции — 2012/2013

 АЕК (Афины)
- Обладатель Кубка Греции — 2015/2016